# 吉林省速滑館
吉林省速滑館照片是2007年冬亞運的比賽場館其建設面積為31531.734平方米，可容納2000位觀衆。
速滑館會在2007年冬季亞洲運動會的1月29日至2月1日時，舉行速度滑冰項目中所有的男、女子初賽至決賽的賽事。